# Державна дума Російської імперії
Державна дума Російської імперії (рос. Государственная дума Российской империи) — законодавчий орган Російської імперії в 1906—1917 роках, який з'явився в результаті революції 1905—1907. Дума була нижньою палатою парламенту, верхньою палатою була Державна рада Російської імперії. Всього було 4 скликання Державної думи. Державна дума була першим представницьким органом влади в Росії за всю її історію.
Державну думу першого скликання часто називають Першою державною думою, другого скликання — Другою думою, і т. д.
Перша Державна дума розпочала свої засідання 27 квітня (10 травня) 1906, остання (четверта) дума завершила свою роботу 25 лютого 1917 і остаточно була розпущена 6 жовтня 1917 указом Тимчасового уряду.

## Маніфести Миколи ІІ
6 серпня 1905 року Маніфестом Миколи II було оголошено маніфест-декларацію про створення Державної думи, як «особливого законодорадчого органу, якому надається право попередньої розробки та обговорення законодавчих пропозицій і розгляд розпису державних доходів та видатків». До маніфесту додавалися положення, розроблені міністром внутрішніх справ Булигіним, згідно з якими, право голосу на виборах в Думу надавалося лише обмеженій категорії осіб: великим власникам нерухомого майна, великим платникам промислового і квартирного податку, і — на особливих підставах — селянам. Ці положення викликали сильне невдоволення у суспільстві, численні мітинги протесту, які вилилися у Всеросійський жовтневий політичний страйк. Вибори в «Булигінськую думу» не відбулися.
Основою для становлення Державної думи як законодавчого органу став п. 3 маніфесту 17 жовтня 1905 р., що встановив «як непорушне правило, щоб жоден закон не міг мати силу без схвалення Державної думи». Ця норма була закріплена в ст. 86 Основних законів Російської імперії в редакції 23 квітня 1906: «Жоден новий закон не може прийматися без схвалення Державної ради і Державної думи та мати силу без затвердження Государя-імператора».

## Державні думи І-IV скликань

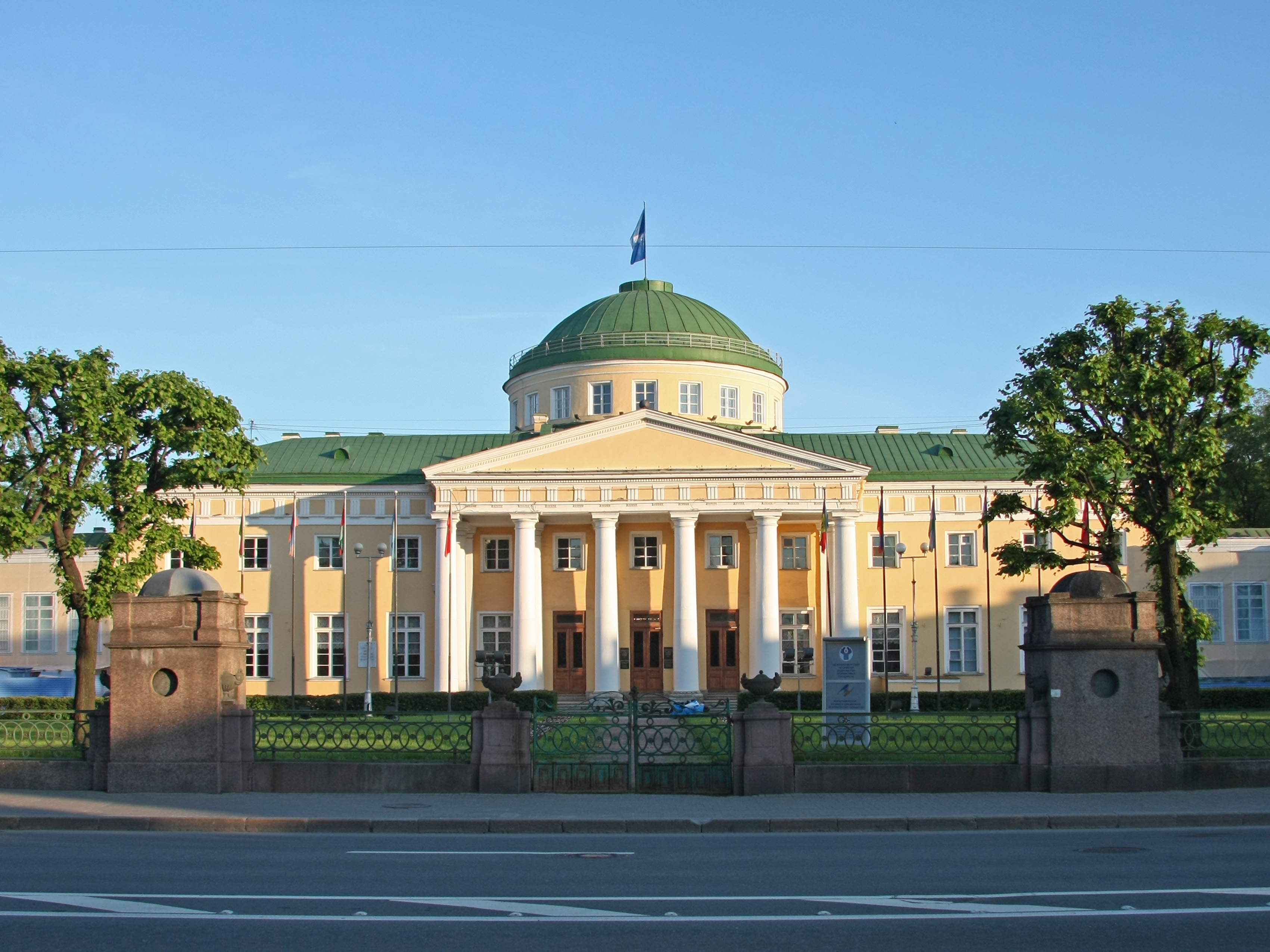
Таврійський палац

Перше засідання Державної думи відбулося в Таврійському палаці Санкт-Петербургу.
| Партія             | I Дума   | II Дума | III Дума | IV Дума |
| ------------------ | -------- | ------- | -------- | ------- |
| Кадети             | 161      | 98      | 54       | 59      |
| Трудова група      | 107 (97) | 104     | 13       | 10      |
| Автономісти        | 70       | 76      | 26       | 21      |
| Прогресисти        | 60       | -       | 28       | 48      |
| Октябристи         | 13       | 54      | 154      | 98      |
| РСДРП              | (10)     | 65      | 19       | 14      |
| Есери              | -        | 37      | -        | -       |
| Народні соціалісти | -        | 16      | -        | -       |
| Націоналісти       | -        | -       | 97       | 120     |
| Праві              | -        | -       | 50       | 65      |
| Безпартійні        | 100      | 50      | -        | 7       |

 З 478 депутатів Держдуми I скликання було:

 кадетів — 179,

 автономістів (члени польських, українських, естонських, латиських, литовських та ін. етнічних груп) — 63,

 октябристів — 16,

 безпартійних — 105,

 трудовиків — 97,

 соціал-демократів — 18.

 Головою було обрано кадета С. Муромцева, секретарем — князя Д. Шаховського (теж кадета).
Перша дума працювала 72 дні. Розпущена Миколою ІІ за намір скасувати приватне землеволодіння.
Державна дума II працювала з 20 лютого по 2 червня 1907 року (одну сесію). 1 червня 1907 прем'єр-міністр Столипін П. А. звинуватив 55 депутатів в змові проти царської сім'ї. Дума була розпущена указом Миколи II від 3 червня.
Державна дума III скликання працювала з 1 листопада 1907 р. по червень 1912 року. Розпущена указом Миколи II.
Державна дума IV скликання працювала з 1912 року по 25 лютого 1917, коли її засідання були тимчасово призупинені указом Миколи ІІ. 6 жовтня 1917 р. була розпущена указом Тимчасового уряду у зв'язку з підготовкою до виборів в Установчі збори. Остаточно ліквідована 31(18) грудня 1917 декретом Радою Народних Комісарів Радянської Росії, згідно з яким розпускалися канцелярія Думи та її Тимчасовий комітет.

## «Українське питання» в Державній думі
У Думі першого скликання 45 делегатів сформували власну фракцію, що отримала назву Українська думська громада. Головою її був адвокат і громадський діяч з Чернігова Ілля Шраг; серед членів були: Володимир Шемет та Павло Чижевський — від Полтавщини, Микола Біляшевський та барон Федір Штейнгель — від Києва, Андрій В'язлов — від Волині. Українська парламентська громада мала свій друкований орган — «Украинский Вестник», редактором якого був Максим Славинський, а секретарем — Дмитро Дорошенко. У виданні журналу взяли участь найкращі наукові сили України: М. Туган-Барановський, О. Лотоцький, М. Грушевський, І. Франко, О. Русов та інші.
Політичною платформою Української парламентської громади була автономія України. М. Грушевський уклав декларацію, яка мала бути виголошена з думської трибуни головою фракції.
У Другій Думі теж існувала українська парламентська група — Українська трудова громада, що налічувала 47 членів і видавала часопис — «Рідна справа — Думські вісті». У ній друкували промови членів, заяви Громади. Українська група домагалася автономії України, місцевого самоуправління, викладання української мови у школах, поширення української мови в судах, церкві. Для того, щоб мати підготовлених педагогів, Громада вимагала створення кафедр української мови, літератури та історії в університетах Києва, Харкова та Одеси, запровадження навчання української мови в учительських семінаріях.
Зміна виборчого законодавства після розпуску ІІ Державної думи стала головною причиною відсутності у парламенті третього та четвертого скликання представників українського національного руху та, як наслідок, українських парламентських груп.
Українське питання залишалося актуальним і в роботі Третьої Думи. Перше питання з цієї теми, якому Дума змушена була приділити увагу, це було українське шкільництво. У 1908 37 депутатів внесли на розгляд парламенту проєкт про запровадження навчання українською мовою у початкових школах. Цей проєкт викликав протест з боку чорносотенних послів та «Клубу Русских Националистов», і йому не дали ходу. У 1909 професор Київського університету Іван Лучицький порушив питання про використання української мови в судах України. Це питання також викликало протест і було поховане.
У IV Державній думі українське питання, головним чином, порушувалося під час обговорення депутатами заборони святкування 100-річчя від дня народження видатного поета Тараса Григоровича Шевченка.